# Броерс, Лоуренс
Лоуренс Броерс (англ. Laurence Broers) — английский ученый историк и конфликтолог, доктор философии. Один из крупнейших специалистов по Южному Кавказу. Директор программ по Кавказу в миротворческой организации «Conciliation Resources» (Ресурсы примирения). Научный сотрудник в «Школе восточных и африканских исследований» Лондонского университета. Ассоциированный научный сотрудник «Королевского института международных отношений» (Chatham House). Учредитель и главный редактор научного журнала «Caucasus Survey».

## Биография
C 1997 по 2004 год обучался в докторантуре в «Школе восточных и африканских исследований» Лондонского университета. Получил научную степень доктора философии по истории. C 2005 по 2006 год работал редактором в журнале издаваемом миротворческой организацией «Conciliation Resources». С 2006 по 2008 год работал в международной правозащитной организации «Amnesty International» в качестве исследователя политических и правовых процессов в Армении и Азербайджане. С ноября 2008 года по декабрь 2013 года работал в качестве руководителя кавказских проектов в «Conciliation Resources». В 2013 году основал и стал главным редактором журнала «Caucasus Survey» - первого специализированного научного журнала посвящённого кавказскому региону. С 2019 года директор программ по Кавказу в «Conciliation Resources». 
Доктор Лоуренс Броерс имеет десятилетний опыт работы в области миростроительства и защиты прав человека на Южном Кавказе, и более чем 20-летний опыт работы в области исследований конфликтов на Южном Кавказе. В его научные интересы входят неразрешенные конфликты и миростроительство на Южном Кавказе, политика непризнанных государств и критическая геополитика постсоветского пространства.

## Работы
Лоуренс Броерс является автором книги «Армения и Азербайджан: анатомия соперничества» (Edinburgh University Press, 2019) и соредактором книги «Непризнанная политика де-факто государств на постсоветском пространстве».(Институт Кавказа, 2015 г.), Справочник Routledge по Кавказу (Routledge, 2020 г.) и «Бархатная революция в Армении: упадок авторитаризма и гражданское сопротивление в многополярном мире» (IB Tauris, 2020 г.).